# Сиротюк, Юрий Николаевич
Юрий Николаевич Сиротюк (укр. Юрій Миколайович Сиротюк; позывной —Мамай; род. 10 апреля 1976, село Смыга, Ровненская область) — украинский политик правого толка. Народный депутат Верховной Рады Украины VII созыва. Депутат Киевского городского совета, председатель фракции Всеукраинского объединения «Свобода».

## Биография
Родился 10 апреля 1976 года в селе Смыга Дубенского района Ровенской области в семье репрессированных. В 1993 году вступил в Тернопольский государственный педагогический университет, который окончил в 1998 году с отличием, получив специальность учитель истории. В 2002 году окончил аспирантуру по специальности «Социальная философия, философия истории» Лингвистического университета. В 2011 году окончил Киевский национальный университет имени Тараса Шевченко по специальности «Правоведение».
С 1998 по 1999 год работал учителем Байковецкой ООШ I—II ст.
С 2002 по 2003 год работал редактором отдела политики еженедельника «Украинское слово» (г. Киев).
С 2004 по 2009 год работал литературным редактором журнала «Український театр» (г. Киев).
С 2004 по 2011 год — директор общественной организации «Открытое общество».
С августа 2012 года — руководитель пресс-службы ВО «Свобода».
С 2012 по 2014 год — народный депутат Верховной Рады Украины VII созыва. Член Комитета по вопросам национальной безопасности и обороны.
Директор общественной организации Негосударственный аналитический центр «Украинские студии стратегических исследований».

### Российско-украинская война
Является участником объединения «Легион Свободы».
С начала полномасштабного российского вторжения на Украину 24 февраля 2022 года участвует в войне в должности солдата-гранатометчика взвода роты огневой поддержки 5-го отдельного штурмового полка.
18 марта 2023 года получил звание старшего солдата, работал оператором гранатомета Mk19. Был участником боев за Бахмут.